# Progryllacris sanctivincentii
Progryllacris sanctivincentii är en insektsart som först beskrevs av Griffini 1909.  Progryllacris sanctivincentii ingår i släktet Progryllacris och familjen Gryllacrididae. Inga underarter finns listade i Catalogue of Life.